# Hankook Tire
Skupina Hankook Tire je jihokorejská společnost zabývající se výrobou pneumatik. Založena byla v roce 1941 v Soulu. Hankook Tire group je celosvětově 7. největší výrobce pneumatik.

## Historie
Hankook Tire založil v roce 1941 dědeček pana Jae Hun Chung, jako společnost s názvem Joseon. V roce 1968 byla společnost přejmenována na Hankook Tire Manufacturing. Slova Joseon (korejsky 조선, pravidelnou českou transkripcí Čosŏn) i Hankook (korejsky 한국, pravidelnou českou transkripcí Hanguk) jsou korejská označení pro Koreu, název tedy vlastně znamená „Korejská výroba pneumatik“.
Hankook si vysloužil velmi dobré jméno zejména svoji produkcí radiálních a diagonálních pneumatik. Nyní Hankook dodává své pneumatiky několika světovým automobilkám, které těmito pneumatikami osazují své vozy při výrobě. Aktuální roční produkce pneumatik je okolo 92 milionů pneumatik. Společnost Hankook kromě pneumatik okrajově vyrábí také autobaterie, alu-disky a brzdové destičky.
Hankook Tire Co. oznámila, že plánuje postavit nový výrobní závod v západní části ostrova Jáva v Indonésii a to v hodnotě 1,1 mld. USD. Touto investicí se chce stát 5. největším producentem pneumatik na světě.
Dalším velkým plánem je stavba továrny v americkém Tennessee, kterou Hankook oznámil v říjnu 2013.

## Fakta a statistiky
Údaje vycházející z webu Hankook Tires:
- Obrat: 6,447 mld USD
- Počet zaměstnanců: 	21 000
- Působnost: pneumatiky Hankook jsou dostupné ve více než 180 zemích světa
- Výrobní závody:
  - Geumsan, Jižní Korea
  - Daejeon, Jižní Korea
  - Jiangsu, Čína
  - Jiaxing, Čína
  - Chongqing, Čína
  - Rácalmás, Maďarsko (otevřeno v roce 2007)
  - Bekasi, západní Jáva, Indonésie (ve výstavbě)
  - Clarksville, Tennessee, Spojené státy americké[4] (ve výstavbě)

## Nejvýznamnější produkty
Mezi dlouhodobě nejoblíbenější modely pneumatik patří Hankook Ventus Prime 3 K125 a Hankook K425 Kinergy Eco, které dosahují velmi dobrých hodnocení v testech nezávislých zkušeben ADAC, Autobild, apod. Mezi zimními pneumatikami z nabídky společnosti Hankook je nejznámější model Hankook Winter i*cept RS2 W452.

## Pobočky
Sídlo společnosti je v Jižní Koreji. Výrobní závody jsou pak v Jižní Koreji, v Číně a v Maďarsku. Další závody jsou ve výstavbě v USA a v Indonésii. Další pobočky, které mají na starosti technickou kvalitu výroby a vývoj, jsou ve státě Ohio v USA, v Německu a v Japonsku.
V dubnu 2016 společnost Hankook oznámila investici 5 mil. USD do nové administrativní pobočky v americkém Tennessee tak, aby byla poblíž nového výrobního závodu. V administrativní části tam vznikne dalších 200 nových pracovních míst.

## Auto-moto sport
Hankook se účastní motoristického sportu jak v Evropě, v Severní Americe, tak i v Asii. Nejviditelnějším činem byla spolupráce s týmem Farnbarcher Racing, kterému v roce 2009 dodávala pneumatiky na závod 24 hodin Le Mans pro jejich vůz Ferrari F430 GT. Dále v roce 2008 dodávala pneumatiky také týmu Primetime Race Group, který se účastní amerického závodu American Le Mans Series. Hankook také sponzoruje tým KTR, který se účastní seriálu Super GT. Podporuje také soutěž Formule 3 - Euro-sérii.
Hankook se podílí také na závodech v rally, kde sponzoruje Skotský rally šampionát. Pneumatiky Hankook obouvá také několik týmu v evropském šampionátu v rally.
Od roku 2011 je Hankook také oficiálním dodavatelem pneumatik pro soutěž cestovních vozidel DTM.

## Sponzoring
Kromě automobilového sportu Hankook sponzoruje také fotbalové kluby Real Madrid a Borussia Dortmund. Dále je hlavním sponzorem Melbourne Football Club v Australské fotbalové lize. Hankook sponzoruje anglický rugby tým Northampton Saints a dále je jedním z hlavních sponzorů ligy UEFA. V roce 2017 je firma také jedním z hlavních sponzorů ruské Kontinentální hokejové ligy.